# 沼田正俊
沼田 正俊（ぬまた まさとし、1956年2月4日 - ）は、日本の農水官僚。元林野庁長官。鹿児島県出身。

## 人物
ラ・サール高等学校、東京大学農学部を卒業し、1979年林学職で農林水産省入省。同期に沖修司林野庁長官など。山形県の鳥海山麓の森林官などを経て、2003年林野庁整備課長。その後、森林整備部長、国有林野部長を経て2010年林野庁次長。2012年林野庁長官となり、2014年辞職。

## 略歴
- 東京大学農学部林学科卒業
- 1979年（昭和54年）4月：農林水産省入省（上級甲種・林学）[4]
- 大田原営林署長[2]
- 林野庁指導部計画課課長補佐
- 2000年（平成12年）4月：林野庁指導部基盤整備課間伐対策室長
- 2001年（平成13年）1月：林野庁森林整備部整備課造林間伐対策室長
- 2003年（平成15年）7月：林野庁森林整備部整備課長
- 2006年（平成18年）1月：林野庁森林整備部計画課長
- 2008年（平成20年）7月：林野庁森林整備部長
- 2009年（平成21年）10月：林野庁国有林野部長
- 2010年（平成22年）7月：林野庁次長[5]
- 2012年9月：林野庁長官
- 2014年7月：辞職
- 一般財団法人日本森林林業振興会会長[6]